# Bloemenklok (Alkmaar)

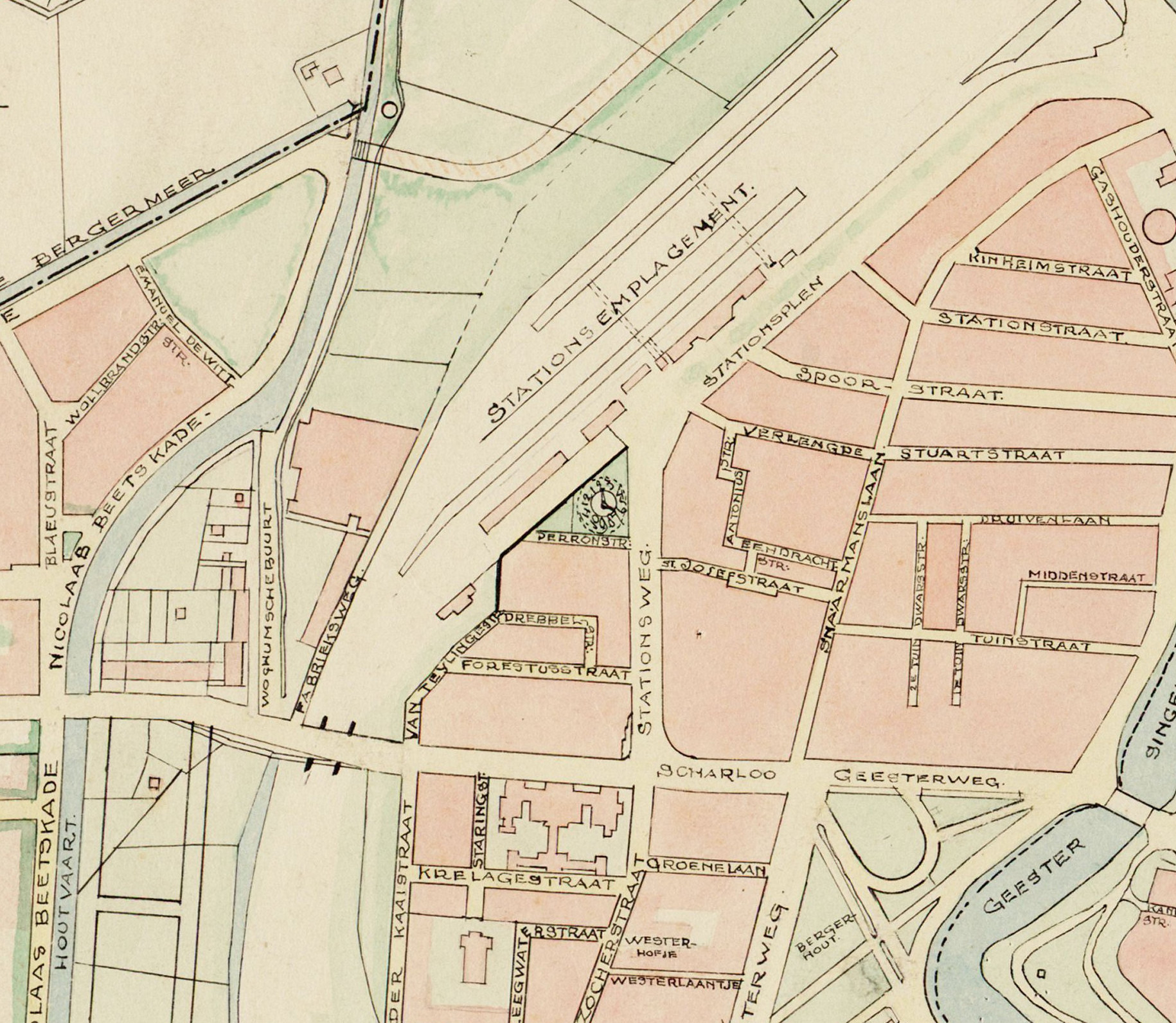
Plattegrond uit 1936 met de bloemenklok ingetekend aan de Stationsstraat

De Bloemenklok in de Nederlandse stad Alkmaar is een bloemenklok met daarin een lopende klok. De klok heeft op verschillende locaties door de stad gelegen. Zo lag de klok vanaf 1931 tot 1951 aan de Stationsstraat, nabij het Station Alkmaar, en vanaf 1951 tot in de jaren 80 in de Alkmaarderhout. De klok werd na deze periode ontmanteld vanwege aanhoudende vernielingen. In het kader van het 400-jarig bestaan van de Alkmaarderhout werd de klok in ere hersteld en in 2009 weer in gebruik genomen.

## Geschiedenis
In 1928 begon de planvorming tot aanleg van de Bloemenklok. Er werden toen twee locaties in overweging genomen, te weten de Bergerhout en een stuk grond aan de Kruislaan in de Alkmaarderhout - deze laatste had uiteindelijk de voorkeur. Ondanks dat de gemeentelijke plantsoenendienst in 1928 al een concreet plan had, kreeg de aanleg van de bloemenklok net zoals de muziektuin te maken met de crisis van de jaren 1930. Hierdoor liep de aanleg een aantal jaar vertraging op. Uiteindelijk werd er toentertijd niet gekozen voor de aanleg op de eerder aangewezen plek.
Rond deze zelfde jaren wilde de gemeente de omgeving van de Stationsweg, nabij Station Alkmaar verbeteren. De toen nog niet gerealiseerde bloemenklok zou hier een belangrijk onderdeel van gaan vormen. Uiteindelijk werd besloten tot aanleg van de Bloemenklok aan de Stationsweg. De klok werd op 13 mei 1931, na twee maanden bouwtijd, in gebruik genomen. Dit betrof twee dagen voor de opening van de elektrificatie van het spoorlijntraject Amsterdam - Alkmaar, onderdeel van de Staatslijn K. Na aanleg had volgens de Alkmaarsche Courant Alkmaar "de grootste klok van Nederland" en "de grootste klok ter wereld met een synchroonmotor".
Na de opening viel de klok langzamerhand in verval en werd het het slachtoffer van slecht onderhoud. In 1943 werd de klok stilgezet wegens bezuinigingen en na de oorlog werd besloten de klok aan te kleden met steentjes. Men wilde niet dat het er uit zou gaan zien als voor 1931. In 1946 werd besloten de klok weer in werking te zetten en werd er nieuwe bijpassende beplanting aangeplant.
In 1951 werd de omgeving van het Stationsplein opgeknapt en werd de Bloemenklok op deze plek onhoudbaar. De Bloemenklok werd na veel discussie en na handelen van burgemeester Hendrik Wytema in 1951 verplaatst naar de kruising Harddraverslaan en Prins Bernhardlaan. Op deze plek was in 1925 in een soort rotonde, vlak voor de rooms-katholieke begraafplaats St. Barbara, de Maclaine Pontvaas geplaatst. Deze moest ruimte maken voor het talud waar de Bloemenklok op werd geplaatst.
In de jaren 70 en 80 van de twintigste eeuw zorgen de aanhoudende vernielingen ervoor dat de Bloemenklok, na een laatste herstelpoging in 1984, werd ontmanteld. In 2009 werd de Bloemenklok opnieuw aangelegd. Immers was het stadion van voetbalclub AZ inmiddels verplaatst naar Knooppunt Kooimeer en betrof het het 400-jarig bestaan van de Alkmaarderhout.
In maart 2020 is de bloemenklok herplant met 25.175 viooltjes.